# Coprophanaeus gilli
Coprophanaeus gilli är en skalbaggsart som beskrevs av Arnaud 1997. Coprophanaeus gilli ingår i släktet Coprophanaeus och familjen bladhorningar. Inga underarter finns listade i Catalogue of Life.